# Alexandre Langlade
Alexandre Langlade (Lansargues, 14 de outubro de 1820 – Lansargues, 5 de fevereiro de 1900) foi um dos escritores mais importantes de Montpelier do século XIX.
Philippe Alexandre Langlade nasceu em 1820 em Lansargues em uma família modesta, o mais velho dos três filhos de Jean Langlade e Françoise Lange. Langlade frequentou a escola da aldeia até aos 14 anos e depois começou a trabalhar na oficina familiar. Depois de trabalhar como um sapateiro com seu pai, ele se mudou para o Lion para trabalhar em uma farmácia administrada por um amigo da família. Em busca da aventura, ele decidiu embarcar para o continente americano em outubro de 1839 com um amigo, o que acabou por não conseguiu fazer, uma vez que os dois amigos perderam o embarque. Quando Langlade foi informado que várias forças em África estavam se recuperando para combater contra a França, ele se alistou no exército em novembro de 1839 e participou de várias campanhas em 1840 e 1841 sob o coronel Changarnier. Ele mostrou grande coragem, mas também muita insubordinação. Depois de um período curto em uma guarnição de Paris ele teve a oportunidade de visitar muitos museus e se interessar pela música. Mais tarde ele voltou para casa, em Lansargues, onde trabalhou na terra e criou uma família em junho de 1852 quando se casou com Agate Pochet.
Este poeta foi um autodidata que procurou conhecer a sua história, tradições e língua. Em 1876 tornou-se mayor de Flibritge, contudo, nunca participou activamente na vida política. Em 1901 a cidade de Lansargues inaugurou um busto dele.

## Obras
- La Viradòna (1873)
- L'estanc de l'ort (1876)
- Lou Garda-mas (1878)
- Lous las d'amour (1879)
- Mailhan e Daudet (1881)
- Paulet e Gourgas: Egloga (1882)
- André (1887)
- Souveni de la Pantacousta de 1891 (1891)
- Lou messiounari (1893)
- Fada serranèla
- Lou cant dau latin; /La passioun; /La mort e la renaissença de la França (1898)